# Nellimaria
Nellimaria é uma vila no distrito de Vizianagaram, no estado indiano de Andhra Pradesh.

## Demografia
Segundo o censo de 2001, Nellimaria tinha uma população de 19 352 habitantes. Os indivíduos do sexo masculino constituem 48% da população e os do sexo feminino 52%. Nellimaria tem uma taxa de literacia de 62%, superior à média nacional de 59,5%: a literacia no sexo masculino é de 70% e no sexo feminino é de 54%. Em Nellimaria, 8% da população está abaixo dos 6 anos de idade.